# Ronde van Denemarken 2012
De 22e editie van de Ronde van Denemarken vond in 2012 plaats van 22 tot en met 26 augustus. De start was in Randers, de finish in Frederiksberg. De ronde maakte deel uit van de UCI Europe Tour 2012, in de categorie 2.HC. In 2011 won de Australiër Simon Gerrans. Deze editie werd gewonnen door de Nederlander Lieuwe Westra.

## Deelnemende ploegen
| UCI ProTour             | UCI Professioneel Continentaal | UCI Continentaal         | Nationaal         |
| ----------------------- | ------------------------------ | ------------------------ | ----------------- |
| Saxo Bank-Tinkoff Bank  | RusVelo                        | Glud & Marstrand-LRØ     | Team Post Denmark |
| Rabobank                | Colnago-CSG Bardiani           | Forsikring-Himmerland    |                   |
| Vacansoleil-DCM         | Topsport Vlaanderen-Mercator   | Christina Watches-Onfone |                   |
| Garmin-Sharp            | Team Europcar                  | Blue Water Cycling       |                   |
| Team Sky                |                                |                          |                   |
| Team Katusha            |                                |                          |                   |
| Lotto-Belisol           |                                |                          |                   |
| Omega Pharma-Quick Step |                                |                          |                   |

## Etappe-overzicht
| etappe | datum       | start      | finish        | type                | afstand  | winnaar              | klassementsleider    |
| ------ | ----------- | ---------- | ------------- | ------------------- | -------- | -------------------- | -------------------- |
| 1e     | 22 augustus | Randers    | Randers       | Vlakke rit          | 191,2 km | André Greipel        | André Greipel        |
| 2e     | 23 augustus | Løgstør    | Aarhus        | Vlakke rit          | 211,5 km | André Greipel        | André Greipel        |
| 3e     | 24 augustus | Silkeborg  | Vejle         | Heuvelrit           | 184,8 km | Lars Petter Nordhaug | Lars Petter Nordhaug |
| 4e     | 25 augustus | Ringe      | Odense        | Vlakke rit          | 91,7 km  | Alexander Kristoff   | Lars Petter Nordhaug |
| 5e     | 25 augustus | Kerteminde | Kerteminde    | Individuele tijdrit | 14,5 km  | Lieuwe Westra        | Lieuwe Westra        |
| 6e     | 26 augustus | Slagelse   | Frederiksberg | Vlakke rit          | 163,8 km | Mark Cavendish       | Lieuwe Westra        |

## Eindklassementen
| Plaats      | Naam                 | Ploeg                       | Tijd      |
| ----------- | -------------------- | --------------------------- | --------- |
| Oranje trui | Lieuwe Westra        | Vacansoleil-DCM             | 20u41'47" |
| 2           | Ramunas Navardauskas | Garmin Sharp                | +10"      |
| 3           | Manuele Boaro        | Team Saxo Bank-Tinkoff Bank | +14"      |
| 4           | Alexander Kristoff   | Team Katusha                | +24"      |
| 5           | Damien Gaudin        | Team Europcar               | +25"      |
| 6           | André Greipel        | Lotto-Belisol               | +27"      |
| 7           | Wilco Kelderman      | Rabobank                    | +31"      |
| 8           | Stefan Schumacher    | Christina Watches-Onfone    | +35"      |
| 9           | Michael Rogers       | Sky Procycling              | +38"      |
| 10          | Lars Petter Nordhaug | Sky Procycling              | +41"      |
|             |                      |                             |           |
| 19          | Tom Boonen           | Omega Pharma - Quick-Step   | +55"      |

| Plaats      | Naam                | Ploeg                        | Punten |
| ----------- | ------------------- | ---------------------------- | ------ |
| Blauwe trui | Alexander Kristoff  | Tinkoff-Saxo                 | 44     |
| 2           | André Greipel       | Lotto-Belisol                | 43     |
| 3           | Matteo Pelucchi     | Team Europcar                | 27     |
|             |                     |                              |        |
| 8           | Theo Bos            | Rabobank                     | 20     |
| 14          | Michael Van Staeyen | Topsport Vlaanderen-Mercator | 13     |

| Plaats        | Naam                | Ploeg                                  | Punten |
| ------------- | ------------------- | -------------------------------------- | ------ |
| Bolletjestrui | Nikola Aistrup      | Team Concordia Forsinking - Himmerland | 84     |
| 2             | Morten Hoberg       | Team Concordia Forsinking - Himmerland | 44     |
| 3             | Jacob Nielsen       | Blue Water Cycling                     | 26     |
|               |                     |                                        |        |
| 11            | Sven Vandousselaere | Topsport Vlaanderen-Mercator           | 14     |
| 17            | Tom Leezer          | Rabobank                               | 4      |

| Plaats     | Naam            | Ploeg                        | Tijd      |
| ---------- | --------------- | ---------------------------- | --------- |
| Witte trui | Wilco Kelderman | Rabobank                     | 20u42'18" |
| 2          | Luke Rowe       | Sky Procycling               | +17"      |
| 3          | Michael Valgren | Glud & Marstrand-LRO         | +28"      |
|            |                 |                              |           |
| 8          | Eliot Lietaer   | Topsport Vlaanderen-Mercator | +1'03"    |

1985 · 1986 · 1987 · 1988 · 1989-1994 · 1995 · 1996 · 1997 · 1998 · 1999 · 2000 · 2001 · 2002 · 2003 · 2004 · 2005 · 2006 · 2007 · 2008 · 2009 · 2010 · 2011 · 2012 · 2013 · 2014 · 2015 · 2016 · 2017 · 2018 · 2019 · 2020 · 2021 · 2022 · 2023 · 2024
Etappewedstrijden

 Ster van Bessèges · 
 Ronde van de Middellandse Zee · 
 Ruta del Sol · 
 Ronde van de Algarve · 
 Ronde van de Haut-Var · 
 Driedaagse van West-Vlaanderen · 
 Internationale Wielerweek · 
 Internationaal Wegcriterium · 
 Driedaagse van De Panne-Koksijde · 
 Ronde van de Sarthe · 
 Ronde van Trentino · 
 Ronde van Turkije · 
 Ronde van Asturië · 
 Vierdaagse van Duinkerke · 
 Ronde van Azerbeidzjan · 
 Szlakiem Grodòw Piastowskich · 
 Ronde van Castilië en León · 
 Ronde van Picardië · 
 Ronde van Noorwegen · 
 World Ports Classic · 
 Ronde van Beieren · 
 Ronde van België · 
 Tour des Fjords · 
 Ronde van Estland · 
 Ronde van Luxemburg · 
 Boucles de la Mayenne · 
 Ster ZLM Toer · 
 Ronde van Slovenië · 
 Route du Sud · 
 Ronde van Oostenrijk · 
 Sibiu Cycling Tour · 
 Ronde van Wallonië · 
 Ronde van Portugal · 
 Ronde van Denemarken · 
 Ronde van de Ain · 
 Ronde van Burgos · 
 Arctic Race of Norway · 
 Ronde van de Limousin · 
 Ronde van Poitou-Charentes · 
 Wielerweek van Lombardije · 
 Ronde van Groot-Brittannië · 
 Ronde van Gévaudan Languedoc-Roussillon · 
 Eurométropole Tour
Eendaagse wedstrijden

 GP La Marseillaise · 
 Grote Prijs van de Etruskische Kust · 
 Trofeo Palma · 
 Trofeo Ses Salines · 
 Trofeo Serra de Tramuntana · 
 Trofeo Platja de Muro · 
 Trofeo Laigueglia · 
 Ronde van Murcia · 
 Omloop Het Nieuwsblad · 
 Classic Sud Ardèche · 
 GP Lugano · 
 Clásica de Almería · 
 Kuurne-Brussel-Kuurne · 
 La Drôme Classic · 
 Le Samyn · 
 GP Città di Camaiore · 
 Strade Bianche · 
 Roma Maxima · 
 Ronde van Drenthe · 
 Dwars door Drenthe · 
 Nokere Koerse · 
 GP Nobili Rubinetterie · 
 Handzame Classic · 
 Classic Loire-Atlantique · 
 Grote Prijs van Cholet-Pays de Loire · 
 Dwars door Vlaanderen · 
 Route Adélie de Vitré · 
 Volta Limburg Classic · 
 Grote Prijs Miguel Indurain · 
 Ronde van La Rioja · 
 Scheldeprijs · 
 GP Pino Cerami · 
 Klasika Primavera · 
 Parijs-Camembert · 
 Brabantse Pijl · 
 GP Denain · 
 Ronde van de Finistère · 
 Tro Bro Léon · 
 Ronde van Keulen · 
 La Roue Tourangelle · 
 Rund um den Finanzplatz Eschborn-Frankfurt · 
 Ronde van de Somme · 
 ProRace Berlin · 
 Grote Prijs van Plumelec · 
 Boucles de l'Aulne · 
 Ronde van Zeeland Seaports · 
 Trofeo Melinda · 
 GP Kanton Aargau · 
 Ronde van Limburg · 
 Ronde van de Apennijnen · 
 Halle-Ingooigem · 
 Trofeo Matteotti · 
 Prueba Villafranca de Ordizia · 
 GP Industria & Artigianato-Larciano · 
 Ronde van Toscane · 
 Circuito de Getxo · 
 Polynormande · 
 RideLondon Classic · 
 GP Stad Zottegem · 
 Dutch Food Valley Classic · 
 Châteauroux Classic de l'Indre · 
 Druivenkoers Overijse · 
 Ronde van Veneto · 
 Schaal Sels · 
 Memorial Rik Van Steenbergen · 
 Brussels Cycling Classic · 
 GP Fourmies · 
 Ronde van de Doubs · 
 GP Jef Scherens · 
 Coppa Bernocchi · 
 Coppa Agostoni · 
 GP van Wallonië · 
 Ronde van de Drie Valleien · 
 Kampioenschap van Vlaanderen · 
 Memorial Marco Pantani · 
 Grote Prijs Impanis-Van Petegem · 
 GP van Isbergues · 
 GP Industria & Commercio di Prato · 
 Omloop van het Houtland · 
 Duo Normand · 
 Milaan-Turijn · 
 Ronde van Piëmont · 
 Ronde van het Münsterland · 
 Pro Cycling Marathon · 
 Ronde van de Vendée · 
 Memorial Frank Vandenbroucke · 
 Coppa Sabatini · 
 Parijs-Bourges · 
 Ronde van Emilia · 
 GP Beghelli · 
 Parijs-Tours · 
 Nationale Sluitingsprijs · 
 Ronde van Romagna · 
 Chrono des Nations